# Слатке мале лажљивице
Слатке мале лажљивице (енгл. Pretty Little Liars) америчка је телевизијска серија коју је развила И. Марлин Кинг. Темељи се на истоименој серији романа Саре Шепард. Прати пет најбољих пријатељица чија се клика распада након нестанка њиховог вође, Алисон. Годину дана касније, отуђене пријатељице Спенсер, Хана, Арија и Емили поново се састају, те почињу да примају поруке од мистериозне особе по имену „А” која прети да ће открије њихове највеће тајне. Ансамблску поделу улога предводе: Тројан Белисарио као Спенсер Хејстингс, Луси Хејл као Арија Монтгомери, Ешли Бенсон као Хана Марин, Шеј Мичел као Емили Филдс, Саша Питерс као Алисон Дилорентис и Џанел Париш као Мона Вандервал.
Приказивана је између 8. јуна 2010. и 27. јуна 2017. године. После првобитних 10 епизода, наручено је још 12. Велика гледаност првих 10 епизода подстакао је да се серија романа прошири на више од првих осам. Од своје премијере, серија је добила помешане рецензије телевизијских критичара, али остварила изузетан успех за Freeform, као и велику базу обожавалаца. Финале серије је погледало око 1,41 милион гледалаца. Друга је најгледанија серија на кабловској телевизији која је приказана те ноћи, али је добила помешане рецензије критичара и публике.
Прва је серија франшизе Слатке мале лажљивице, изнедривши два спинофа, Рејвенсвуд и Перфекционисти, отказана након једне сезоне. Четврта серија, Првобитни грех, приказана је 2022. године за HBO Max, те прати другу глумачку поставу и саму поставку.

## Премиса
Смештена у измишљеном граду Роузвуду, у Пенсилванији, серија прати пет средњошколки: Спенсер Хејстингс, Алисон Дилорентис, Арију Монтгомери, Хану Марин и Емили Филдс, чија се клика распала након нестанка њиховог вође, Алисон. Годину дана касније, отуђене пријатељице се поново састају, те почињу да примају поруке од мистериозне особе по имену „А” (касније „А. Д.”), која их мучи због лажи које се изговориле пре и после Алисониног нестанка.

## Епизоде
| Сезона | Сезона | Епизоде | Епизоде | Оригинално емитовање | Оригинално емитовање |
| Сезона | Сезона | Епизоде | Епизоде | Премијера            | Финале               |
| ------ | ------ | ------- | ------- | -------------------- | -------------------- |
|        | 1.     | 22      | 22      | 8. јун 2010.         | 21. март 2011.       |
|        | 2.     | 25      | 25      | 14. јун 2011.        | 19. март 2012.       |
|        | 3.     | 24      | 24      | 5. јун 2012.         | 19. март 2013.       |
|        | 4.     | 24      | 24      | 11. јун 2013.        | 18. март 2014.       |
|        | 5.     | 25      | 25      | 10. јун 2014.        | 24. март 2015.       |
|        | 6.     | 20      | 20      | 2. јун 2015.         | 15. март 2016.       |
|        | 7.     | 20      | 20      | 21. јун 2016.        | 27. јун 2017.        |

## Улоге
| Глумац           | Улога             |
| ---------------- | ----------------- |
| Тројан Белисарио | Спенсер Хејстингс |
| Ешли Бенсон      | Хана Марин        |
| Холи Мари Коумс  | Ела Монтгомери    |
| Луси Хејл        | Арија Монтгомери  |
| Ијан Хардинг     | Езра Фиц          |
| Бјанка Лосон     | Маја Сент Џермејн |
| Лора Лејтон      | Ешли Марин        |
| Чад Лоу          | Бајрон Монтгомери |
| Шеј Мичел        | Емили Филдс       |
| Нија Пиплес      | Пам Филдс         |
| Саша Питерс      | Алисон Дилорентис |
| Тајлер Блекберн  | Кејлеб Риверс     |
| Џанел Париш      | Мона Вандервал    |
| Андреа Паркер    | Џесика Дилорентис |
| Андреа Паркер    | Мери Дрејк        |